# Domnești (Argeș)
Domneşti é uma comuna romena localizada no distrito de Argeş, na região de Muntênia. A comuna possui uma área de 19.84 km² e sua população era de 3229 habitantes segundo o censo de 2007.